# Каримов, Владимир Одинаевич
Влади́мир Одина́евич Кари́мов (род. 1950) — советский оперный певец (бас); Народный артист Таджикской ССР (1988).

## Биография
В 1977 году окончил Московскую консерваторию (класс Е. Е. Нестеренко), после чего работал солистом Таджикского театра оперы и балета (1977—1981).
В 1981—1989 гг. — солист Большого театра.
С 1989 года живёт за рубежом.

## Награды и признание
- Лауреат 2-й премии Всесоюзного конкурса вокалистов им. Глинки (1979)
- Лауреат 1-й премии Международного конкурса молодых оперных певцов в Софии (1984)
- Премия Ленинского комсомола Таджикистана (1980)
- Народный артист Таджикской ССР (1988).